# Alfredo Rojas
Alfredo Hugo Rojas Delinge (ur. 20 lutego 1937 w Lanús, zm. 16 czerwca 2023) – argentyński piłkarz noszący przydomek El Tanque, napastnik (lewy łącznik).

## Kariera
Urodzony w mieście Lanús Rojas rozpoczął karierę piłkarską w 1956 roku w miejscowym klubie CA Lanús. Jako piłkarz klubu Lanús wziął udział w finałach mistrzostw świata w 1958 roku, gdzie Argentyna odpadła już w fazie grupowej. W meczu z Niemcami doznał kontuzji i nie zagrał w pozostałych dwóch spotkaniach.
Po mistrzostwach przeniósł się do Hiszpanii, by grać w klubie Celta Vigo. Gdy Celta spadł do drugiej ligi Rojas w 1959 roku przeszedł do Real Betis.
Rojas wrócił do Argentyny w 1961 roku, po podpisaniu kontraktu z klubem River Plate. W nowym klubie przez większość czasu siedział na ławce rezerwowych, toteż w następnym sezonie przeniósł się do Gimnasia y Esgrima La Plata, gdzie stał się czołowym napastnikiem klubu. Po zdobyciu w jednym sezonie 17 bramek ściągnięty został w 1964 roku do Boca Juniors. W tym samym roku wziął udział w turnieju Copa de las Naciones, który Argentyna wygrała w znakomitym stylu, odnosząc komplet zwycięstw nad Portugalią, Brazylią i Anglią.
Rojas grał w Boca Juniors przez 4 sezony, sięgając w 1965 po tytuł mistrza Argentyny. W latach 60. należał do grona głównych filarów zespołu, stając się także ulubieńcem kibiców. W latach 1964–1968 rozegrał w barwach Boca Juniors 102 mecze ligowe, w których zdobył 46 bramek.
Razem z Boca Juniors Rojas dotarł do półfinału Copa Libertadores 1965, gdzie jego klub uległ późniejszemu triumfatorowi, klubowi CA Independiente. Dotarł również do półfinałowej fazy Copa Libertadores 1966.
Jako piłkarz klubu Boca Juniors wziął udział w finałach mistrzostw świata w 1966 roku, gdzie Argentyna dotarła do ćwierćfinału. Nie zagrał w żadnym meczu.
Będąc graczem klubu Boca Juniors wziął udział w turnieju Copa América 1967, gdzie Argentyna została wicemistrzem Ameryki Południowej. Rojas zagrał w trzech meczach – z Paragwajem, Boliwią i Urugwajem.
W 1969 roku Rojas z Boca Juniors przeniósł się do chilijskiego klubu CD Universidad Católica. Karierę piłkarską zakończył w meksykańskim klubie Irapuato.
W latach 1958–1966 Rojas rozegrał w reprezentacji Argentyny 15 meczów i zdobył 1 bramkę. Zaliczany jest do najlepiej grających głową piłkarzy w historii Argentyny. W polu bramkowym agresywnie rozpychał się łokciami i dzięki dynamicznemu wyskokowi często uprzedzał obrońców i strzelał głową. W latach 1956–1968 strzelił w lidze 124 bramki, z czego większość głową.

## Sukcesy
| Sezon | Drużyna      | Tytuł                          |
| ----- | ------------ | ------------------------------ |
| 1965  | Boca Juniors | Mistrz Argentyny               |
| 1967  | Argentyna    | Wicemistrz Ameryki Południowej |